# Rostocker Bank

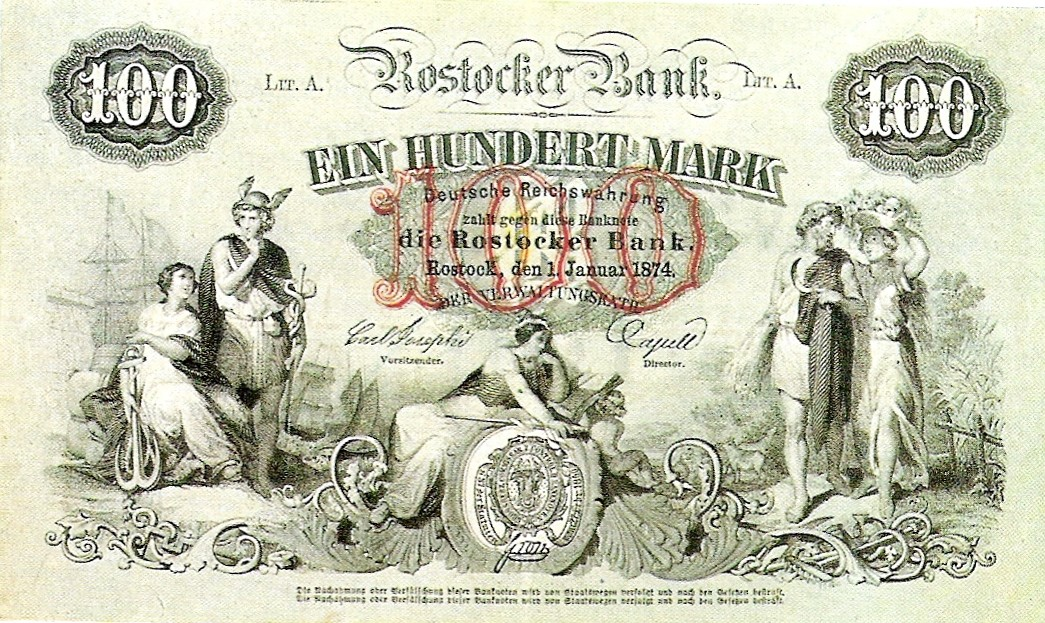
Rostocker Bank: 100 Mark von 1874

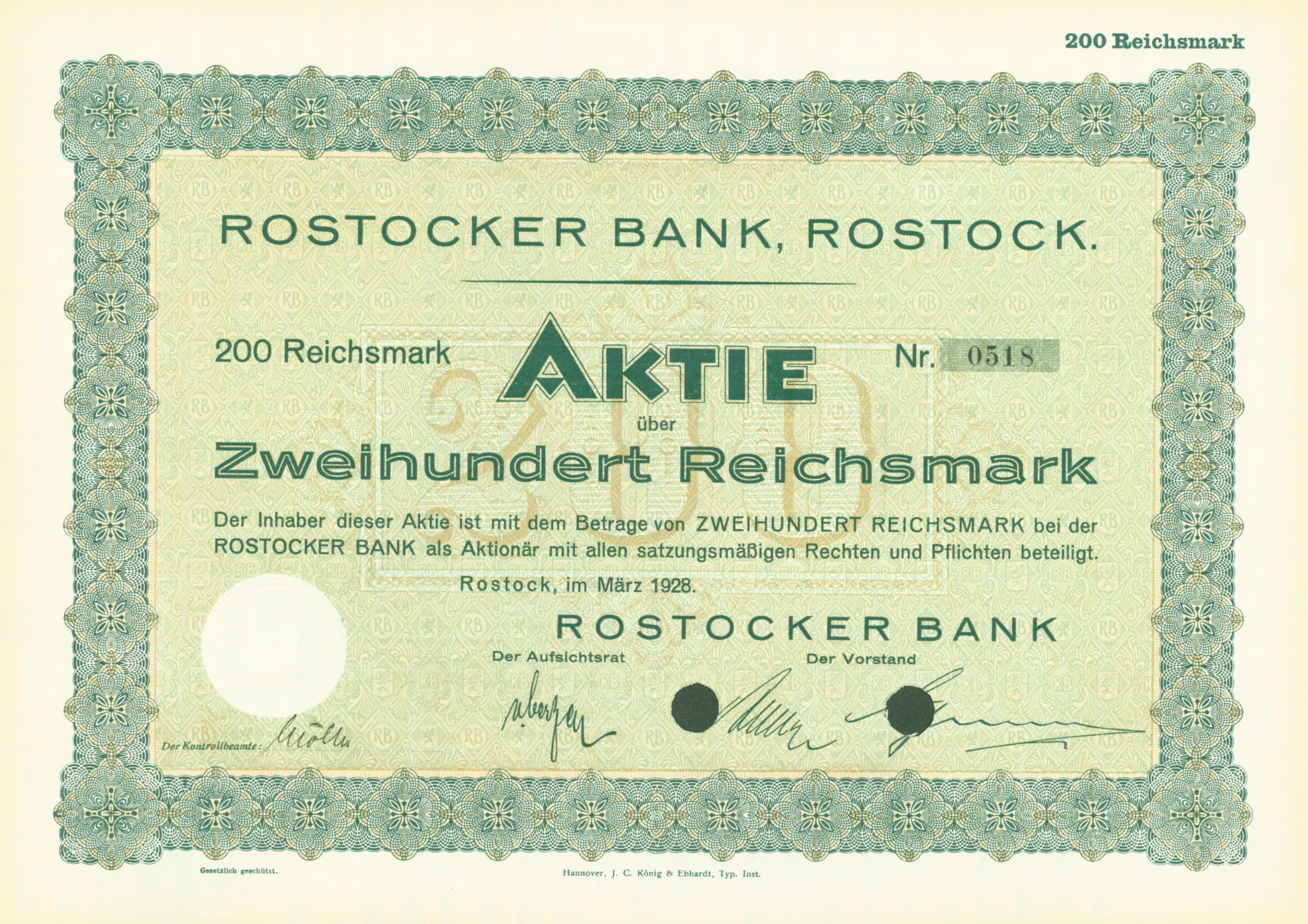
Aktie über 200 RM der Rostocker Bank vom März 1928

Die Rostocker Bank war eine 1850 in Rostock gegründete Private Bank mit dem Recht zur Banknotenausgabe (Privatnotenbank). Sie besaß im Zentrum von Rostock ein Verwaltungsgebäude.

## Geschichte der Bank
Auf Betreiben der Rostocker Kaufmannskompanie wurde die Rostocker Bank am 4. März 1850 als erste regelrechte Notenbank in Mecklenburg gegründet, an die sich dann ab 1852 Gründungen von Bankinstituten in Schwerin und Wismar anschlossen.
Mit der Reichsgründung 1871 verloren die Bundesstaaten des Reiches ihr Gesetzgebungsrecht im Bezug auf das Geldwesen. Die Reichsbank erhielt jedoch kein Monopol auf die Emission von Banknoten und die bestehenden Notenbanken behielten das Recht, Banknoten in einem Umfang herauszugeben, der in der Anlage zu § 9 des Bankgesetzes vom 14. März 1875 festgehalten war. Die einzige Notenbank im Großherzogtum Mecklenburg-Schwerin war die Rostocker Bank, die aber ab Juli 1878 ihre Notenbankfunktion aufgab, um keine Einschränkungen ihrer weiteren Bankgeschäfte (insbesondere des Hypothekargeschäftes) hinnehmen zu müssen, wie es für Notenbanken vorgesehen war.
1930 erfolgte die Übernahme der 1880 gegründeten Mecklenburgischen Bank in Schwerin, 1933 fusionierte die Rostocker Bank mit der Schweriner Mecklenburgischen Depositen- und Wechselbank, bei der sie als Zweigniederlassung geführt wurde, auch nach deren Umbenennung 1943 in Mecklenburger Bank AG. 1947 verlagerte die Mecklenburger Bank ihren Hauptsitz zur Abwicklung nach Köln, war dann ab 1963 in Lübeck ansässig und  änderte 1964 ihren Namen in Norddeutsche Hypotheken- und Wechselbank. Nach diversen Fusionen war diese Bank Teil der im Mai 2016 vom Markt genommenen Hypothekenbank Frankfurt.

## Bankgebäude

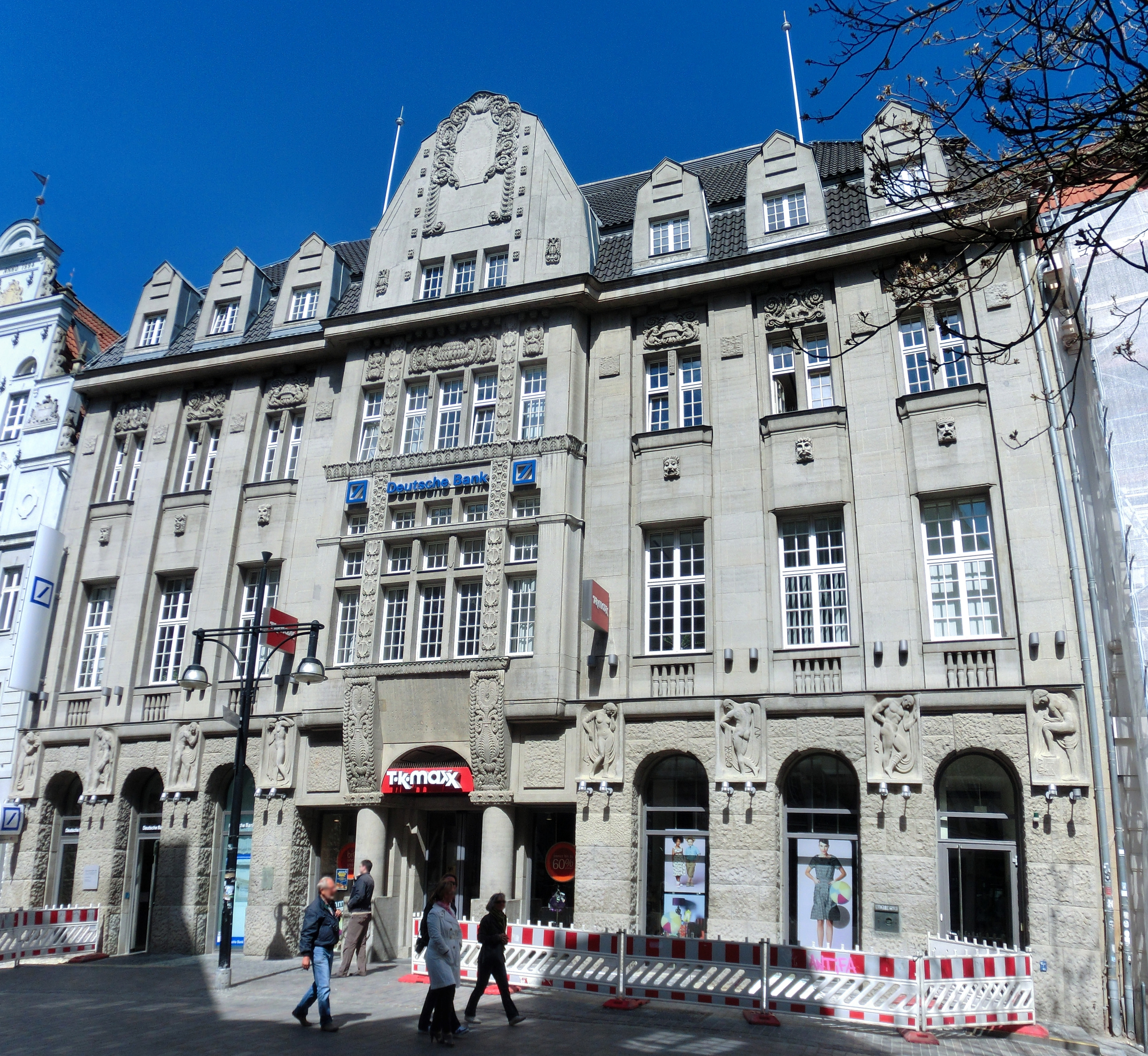
Das 1909 errichtete Gebäude der Rostocker Bank (2011)

Der Hauptsitz der Rostocker Bank befand sich am Hopfenmarkt 31/32 (heute Kröpeliner Straße 84). Das Bankgebäude wurde nach Zukauf eines Nachbarhauses in den Jahren 1908/1909 nach Plänen des Architekten Paul Korff in zwei Bauabschnitten errichtet, wobei die Maurerarbeiten vom Bauunternehmen Heinrich Quade ausgeführt wurden. Der Erdgeschossbereich besteht aus Bossenwerk, die Fassade ist mit Jugendstilelementen versehen. Das repräsentative siebenachsige Bauwerk mit plastischem Fassadenschmuck ist heute ein Baudenkmal.